# Preobrajenka (Primórie)
|  | Per a altres significats, vegeu «Preobrajenka». |

Preobrajenka (en rus: Преображенка) és un poble del krai de Primórie, a l'Extrem Orient de Rússia, que en el cens del 2010 tenia 418 habitants.